# ルカ・フォルテ (サッカー選手)
ルカ・フォルテ（Luca Forte 、1994年7月28日 - ）は、イタリア・トリエステ出身のサッカー選手。シエーナ所属。ポジションは、フォワード。

## クラブ歴
2013年5月13日、セリエBのクロトーネ戦でプロデビューを果たした。